# (336) Лакадира
(336) Лакадира (фр. La Cadière) — астероид главного пояса, принадлежащий к спектральному классу D. Он был открыт 19 сентября 1892 года французским астрономом Огюстом Шарлуа в обсерватории Ниццы и назван в честь французской коммуны Ла-Кадьер-д’Азюр.

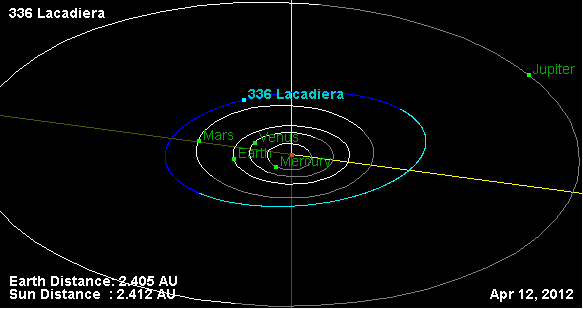
Орбита астероида Лакадира и его положение в Солнечной системе